# Instance (MMORPG)
Jako instance se v počítačových hrách typu MMORPG (např.  World of Warcraft) označují části herního světa, u kterých herní systém vytváří nezávislé, izolované kopie prostředí pro každého hráče resp. každou skupinu hráčů.
Instance jsou typicky realizované jako uzavřená oblast, do které hráči vstupují jediným vstupním bodem (např. dveře, brána, přijetí úkolu). Na vstup do instancí mohou být stanovena omezení (počet hráčů, co může zároveň vstoupit, aj.).
Instance slouží řadě funkcí:
- Umožňují zážitek nerušený ostatními hráči (v instanci kromě daného jednotlivce či skupiny nikdo jiný není)
- Řeší problém dostupnosti herního obsahu (v tu samou chvíli může téhož "bosse" zdolávat libovolný počet skupin hráčů)
- Jsou nezbytné k udržení definované obtížnosti soubojů (do jedné "kopie" typicky nemůže zároveň vstoupit více hráčů, než pro kolik jich je daná instance navržena)
- Pomáhají udržovat "výjimečnost" určitých předmětů, neboť je možné určit jak těžké je získat je.
- Mají význam v udržování souslednosti příběhů pro jednotlivé hráče

Ne všechny MMORPG hry využívají instancování částí herního světa ve stejné míře a některé hry (např. Eve Online) svět neinstancují vůbec. Jak se ta která hra k této návrhářské technice staví do značné míry závisí na typu hry, rozsahu herního světa a množství hráčů.
Pro úplnnost dodejme, že valná většina MMORPG her ve skutečnosti instancuje nejen části v rámci světa, ale i celý herní svět, neboť jeho nezávislé kopie běží na více než jednom serveru. Důvodem jsou technická omezení a rozsah světa vs. počet aktivních hráčů. Obvykle se však pojmem instance míní výše popsané multiplikování části herního prostředí.